# شوکو میاتا
شوکو میاتا (انگلیسی: Shoko Miyata؛ زادهٔ ۲۴ سپتامبر ۲۰۰۴) ژیمناست، و ژیمناست هنری اهل ژاپن است.